# Jan Marynowski
Jan Marynowski (ur. 23 kwietnia 1911 w Proszowicach, zm. 7 sierpnia 1956 tamże) – polski lekkoatleta, długodystansowiec. 
W wojsku odkryto jego talent. W połowie lat 30. reprezentował WKS Kielce. Zdobył wówczas wicemistrzostwo Polski w maratonie z rezultatem 2:58.06. Już jako zawodnik Warszawianki zdobył złoty medal mistrzostw Polski w chodzie na 50 kilometrów (Białystok 1937), w 1938 roku sięgnął po mistrzostwo kraju w maratonie i w biegu na 10 000 metrów. Trzykrotnie startował w reprezentacji Polski w meczach międzypaństwowych. Miał duże predyspozycje: miał ogromną pojemność płuc. Przezywano go „Puls”. Ścigał się z Januszem Kusocińskim i miał prawie takie same wyniki jak on.
II wojna światowa przerwała jego karierę. Nie umiał zorganizować sobie podstawowych środków do życia i zmarł opuszczony.